# Aire métropolitaine de Barranquilla

Aire métropolitaine de Barranquilla

L'aire métropolitaine de Barranquilla (en espagnol : Área Metropolitana de Barranquilla) est la région métropolitaine colombienne dont le noyau central est Barranquilla. Outre cette ville, l'aire métropolitaine de Barranquilla est également composée de quatre autres municipalités : Soledad, Galapa, Puerto Colombia et Malambo.